# 왕세자입학도첩
왕세자입학도첩(王世子入學圖帖)은 1817년(순조 17) 3월 11일 성균관에서 치러진 효명세자[孝明世子, 1809-1830, 뒤에 익종(翼宗)으로 추존]의 입학례를 기념한 화첩이다.  2010년 6월 17일 서울특별시의 유형문화재 제307호로 지정되었다.

## 개요
이 그림은 입학례의 과정을 다섯 장면으로 구성하고, 이튿날(3월 12일)에 있었던 진하례 장면을 마지막에 그려넣었다. 표지에는 ‘왕세자 출궁도(王世子出宮圖)’라고 쓰인 표제가 붙어 있으나 이 표제는 왕세자 입학례 절차 중에서 세자가 성균관으로 가기 위해 궁궐을 나오는 처음 일부분만을 의미하므로 이 화첩의 명칭은 전체 내용을 포괄하는 <왕세자입학도첩(王世子入學圖帖)>으로 지정한다.
그림에 앞서 입학 의주(儀註)[출궁의(出宮儀), 작헌례(酌獻禮), 입학의(入學儀), 수하의(受賀儀)]가 적혀 있고 그림 뒤에는 세자시강원의 좌빈객 이만수(李晩秀, 1752~1820), 박사 겸 우빈객 남공철(南 公轍, 1760~1840), 좌부빈객 김희순(金羲淳, 1757~1821), 우부빈객 김이교(金履喬, 1764~1832), 보덕 서정보(徐鼎輔, 1762~?), 겸보덕 이헌기(李憲琦, 1774~1842), 필선 이종목(李鍾穆, 1761~?), 겸필선 홍경모(洪敬謨, 1774~1841), 문학 김병구(金炳球, 1782~?), 겸문학 윤응대(尹應大, 1769~?), 사서 김재원(金在元, 1768~?), 겸사서 이규현(李奎鉉, 1777~?), 설서 남이무(南履懋, 1780~?) 13명의 찬시와 남공철의 발문이 차례로 쓰여 있다. 찬시는 세자시강원 관원들의 좌목을 대신하는 역할을 하며 박사(博士) 직무를 수행한 남공철이 지은 오언율시 [운자(韻字)는 춘(春),신(新),인(人),신(宸)]에 맞추어 차운한 것이다.
그림은 <왕세자출궁도(王世子出宮圖)>, <작헌도(酌獻圖)>, <왕복도(往復圖)>, <수폐도(脩幣圖)>, <입학도(入學圖)>, <왕세자수하도(王世子受賀圖)> 등 총 여섯 장면이다. 화첩의 내용으로 볼 때 <왕세자입학도첩>은 효명세자의 교육을 책임지며 입학례를 준비․진행하였던 세자시강원의 관원들이 효명 세자의 입학례를 마치고 이를 기념하여 제작한 계첩이었음을 알 수 있다.
화면의 가장자리를 넝쿨 화초문이 있는 황색 비단으로 두른 현재 화첩의 상태는 후대에 개장된 것이다. 화면 상태가 양호하고 그림의 양식으로 보아 1817년 당시에 제작된 것으로 생각된다. 왕세자 관련 행사기록화가 많지 않은 가운데 <왕세자입학도첩>은 왕세자의 입학례 과정을 시각화한 유일한 예로서 왕세자 관련 행사기록화의 형식과 구성상의 특징을 잘 보여주는 자료로 가치가 있어 서울특별시 유형문화재로 지정되었다.

## 같이 보기
- 효명세자

## 참고 자료
- 왕세자입학도첩 - 국가유산청 국가유산포털